# Valle Grande
Valle Grande ist die Hauptstadt des Departamentos Valle Grande in der Provinz Jujuy im Nordwesten Argentiniens. Der Ort hat 552 Einwohner (2001, INDEC) und liegt auf einer Höhe von 2313 Metern am Fuß des Berges Cerro Ovejería. Die Entfernung bis zur Provinzhauptstadt San Salvador de Jujuy beträgt etwa 180 km.

## Klima
Das Klima ist gemäßigt mit intensiven Regenfällen im Sommer.

## Geschichte
Valle Grande wurde im Jahre 1904 gegründet. 

## Wirtschaft

### Tourismus
In das bergige und waldreiche Valle Grande kommen Touristen zum Camping, Trekking, Wandern und Reiten. Ein häufig besuchtes Reiseziel ist der Bach Arroyo Loza mit seinen Wasserfällen. 